# Malta op de Olympische Winterspelen 2014
Malta was een van de zeven debuterende landen die deelnam aan de Olympische Winterspelen 2014 in Sotsji, Rusland.

## Deelnemers en resultaten
(m) = mannen, (v) = vrouwen 

### Alpineskiën
| Olympiër        | Onderdeel        | Resultaat | Prestatie                                              |
| --------------- | ---------------- | --------- | ------------------------------------------------------ |
| Élise Pellegrin | reuzenslalom (v) | 65e       | Totaal: 3.13,12 (+36,25) run 1: 1.36,85 run 2: 1.36,27 |
| Élise Pellegrin | slalom (v)       | 42e       | 2.09,83 (+25,29) run 1: 1.07,10 run 2: 1.02,73         |